# 南大庙站
南大庙站是一个京通线上的铁路车站，位于河北省承德市滦平县马营子满族乡南大庙村，建于1973年，目前为四等站，邮政编码为068255。目前客运：办理旅客乘降；行李、包裹托运；货运：办理整车、零担货物发到。